# Pier Giulio Dolfin
Pier Giulio Dolfin (Rovigo, 3 aprile 1634 – Capodistria, 24 aprile 1685) è stato un vescovo cattolico italiano.

## Biografia
Dolfin nacque a Rovigo il 3 aprile 1634. Fu ordinato diacono il 25 ottobre 1671 e ordinato sacerdote il 28 ottobre 1671. Il 19 giugno 1684, fu nominato durante il papato di papa Innocenzo XI come vescovo di Capodistria. Il 24 giugno 1684, fu consacrato vescovo da Alessandro Crescenzi, Cardinale e prete di Santa Prisca. Servì come vescovo di Capodistria fino alla sua morte il 24 aprile 1685.

## Genealogia episcopale
La genealogia episcopale è:
- Cardinale Guillaume d'Estouteville, O.S.B.Clun.
- Papa Sisto IV
- Papa Giulio II
- Cardinale Raffaele Riario
- Papa Leone X
- Papa Paolo III
- Cardinale Francesco Pisani
- Cardinale Alfonso Gesualdo
- Papa Clemente VIII
- Cardinale Pietro Aldobrandini
- Cardinale Laudivio Zacchia
- Cardinale Antonio Barberini, O.F.M.Cap.
- Cardinale Alessandro Cesarini
- Cardinale Alessandro Crescenzi, C.R.S.